# Überläufer (Film)
Unter einem Überläufer versteht man in der deutschen und in der österreichischen Filmgeschichte einen Film, der in der Zeit des Nationalsozialismus produziert, aber erst nach dem Ende des Zweiten Weltkriegs fertiggestellt oder uraufgeführt worden ist. Bei dem weitaus größten Teil handelt es sich um Vordergründig unpolitische Filme welche von der Momentanen Kriegslage ablenken sollten.

## Uraufgeführte deutsche Filme
Siehe Liste der während der NS-Zeit im Deutschen Reich uraufgeführten deutschen Spielfilme.

## Verbotene deutsche Filme
Siehe Liste der im Nationalsozialismus verbotenen Filme.

## Filme, die erst kurz vor Kriegsende fertiggestellt wurden
- Am Abend nach der Oper (Arthur Maria Rabenalt, Fertigstellung: 1944 / Uraufführung: 1945)
- Fahrt ins Glück (Erich Engel, 1944/1948)
- Frech und verliebt (Hans Schweikart, Prüfung: 1. März 1945, Jugendverbot / Uraufführung: 1948)
- Das fremde Leben (Johannes Meyer, 1944/1951; Uraufführung unter dem Titel „Zwischen Herz und Gewissen“)
- Freitag, der 13. (Erich Engels, 1944/1949)
- Das Gesetz der Liebe (Hans Schweikart, 1944/1949)
- Intimitäten (Paul Martin, 1944/1948)
- Jan und die Schwindlerin (Hans Weißbach, 1943/1947)
- Liebe nach Noten (Géza von Cziffra, 1944/1947; Uraufführung unter dem Titel „Du bist Musik für mich“)
- Melusine (Hans Steinhoff, 1943/1944,[1] Prüfung: Dezember 1944, Verbot)
- Mit meinen Augen (Hans H. Zerlett, 1944/1948; Titel nach der FSK-Freigabe: „Im Tempel der Venus“)
- Münchnerinnen/Über alles die Liebe/Ja, ja die Männer (Philipp Lothar Mayring, 1944/1949)
- Der Posaunist (Carl Boese, 1944/1949)
- Quax in Fahrt (Helmut Weiss, Prüfung: Februar 1945, jugendfrei / 1953; Uraufführung unter dem Titel „Quax in Afrika“).
- Regimentsmusik (Arthur Maria Rabenalt, 1944/1950, Uraufführung unter dem Titel „Die Schuld der Gabriele Rottweil“)
- Schuß um Mitternacht (Hans H. Zerlett, Prüfung: 10. November 1944, jugendfrei ab 14 / Uraufführung 1950)
- Spuk im Schloß (Hans H. Zerlett, 1943/1947)
- Umwege zu Dir (Hans Thimig, 1944/1947)
- Unter den Brücken (Helmut Käutner, Prüfung: März 1945, jugendfrei / Uraufführung 1946 in Locarno / erste Aufführung in der Bundesrepublik Deutschland 1950)
- Via Mala (Josef von Báky, April 1945 Aufführung für die Einwohner des Drehorts Mayrhofen, offizielle deutsche Uraufführung im Jahre 1948)
- Wie sagen wir es unseren Kindern?/Ehe mit Hindernissen (Hans Deppe, 1944/1949)
- Wiener Mädeln (Willi Forst, 1944/45 / Uraufführung 1949)
- Wir seh’n uns wieder (Philipp Lothar Mayring, Prüfung: März 1945, jugendfrei)
- Zimmer zu vermieten (Kurt Werther, 1944/1950: Uraufführung unter dem Titel „Vier Treppen rechts“)
- Zwischen Nacht und Morgen / Mit den Augen der Liebe (Alfred Braun, Prüfung: Dezember 1944, Jugendverbot; Uraufführung 1951 unter dem Titel „Augen der Liebe“)

## Filme, die erst nach Kriegsende fertiggestellt wurden
- Eine alltägliche Geschichte/Alltägliche Geschichten (Günther Rittau). Bei Kriegsende war der Film in der Musiksynchronisation. Fertigstellung durch die DEFA, Uraufführung 1948.
- Dreimal Komödie (Viktor Tourjansky). Fertigstellung durch die Bavaria-Filmkunst GmbH, München, Uraufführung 1949.
- Die Fledermaus (Géza von Bolváry). Fertigstellung durch die DEFA, Uraufführung 1946.
- Frau über Bord (Wolfgang Staudte). Bei Kriegsende war der Film im Schnitt. Fertigstellung in Westdeutschland ohne Mitwirkung von Wolfgang Staudte, Uraufführung 1952 unter dem Titel „Das Mädchen Juanita“.
- Geld ins Haus (Karl Anton). Bei Kriegsende war der Film in der Musiksynchronisation. Fertigstellung durch die Bavaria-Filmkunst GmbH, München, Uraufführung 1947 unter dem Titel „Der Millionär“.
- Glück muß man haben (Theo Lingen). Bei Kriegsende war der Film in der Musiksynchronisation. Fertigstellung durch die DEFA, Uraufführung 1950 in Österreich unter dem Titel „Operettenklänge“.
- Der große Fall/Ein toller Fall/Ihr großer Fall (Karl Anton). Fertigstellung durch die DEFA, Uraufführung 1949.
- Ein Herz schlägt für Dich/Reis am Weg/Das Geheimnis vom Hallwangerhof (Joe Stöckel). Fertigstellung durch die Bavaria-Filmkunst GmbH, München, Uraufführung 1949.
- Ich glaube an Dich/Erlebnis einer großen Liebe (Rolf Hansen). Bei Kriegsende war der Film in der Musiksynchronisation. Fertigstellung durch die DEFA, Uraufführung 1950 unter dem Titel „Mathilde Möhring“ (westdeutscher Titel: „Mein Herz gehört Dir“).
- Im Banne des Monte Miracolo (Luis Trenker). Bei Kriegsende war der Film in Dreharbeit. 1948 wurde er von Luis Trenker unter Verwendung neu gedrehter Szenen fertiggestellt. Uraufführung Österreich 1948, Deutschland 1949.
- Das kleine Hofkonzert (Untertitel auch: „Geheimnis einer Residenz“, Paul Verhoeven). Fertiggestellt von der DEFA, Uraufführung 1949.
- Die Kreuzlschreiber (Eduard von Borsody). Fertigstellung durch die DEFA, Uraufführung 1950.
- Liebesheirat (Theo Lingen). Bei Kriegsende war der Film in der Musiksynchronisation. Fertigstellung durch die Bavaria-Filmkunst GmbH, München, Uraufführung 1949.
- Ein Mann gehört ins Haus/Bankerl unterm Birnbaum (Hubert Marischka). Fertigstellung durch die Wien-Film GmbH, Uraufführung 1948.
- Die Nacht der Zwölf (Hans Schweikart). Fertigstellung durch die Bavaria-Filmkunst GmbH, München, Uraufführung 1949.
- Peter Voss, der Millionendieb (Karl Anton). Bei Kriegsende war der Film in der Musiksynchronisation. Fertigstellung durch die DEFA, Uraufführung 1946.
- Philine/Ein Mädel für frohe Stunden (Theo Lingen). Bei Kriegsende war der Film in der Musiksynchronisation. Fertigstellung durch die Bavaria-Filmkunst GmbH, München, Uraufführung 1949.
- Eine reizende Familie/Danke, es geht mir gut (Erich Waschneck). Bei Kriegsende war der Film in der Musiksynchronisation. Fertigstellung durch die DEFA, Uraufführung 1948.
- Ruf an das Gewissen/Ruf des Gewissens/Strafakte André (Karl Anton). Bei Kriegsende war der Film in der Musiksynchronisation. Fertigstellung durch die DEFA, Uraufführung Wien 1949, DDR 1950.
- Tiefland (Leni Riefenstahl). Bei Kriegsende war der Film in der Synchronisation. Fertigstellung durch die Riefenstahl-Film GmbH, Berlin. Uraufführung 1954.
- Ein toller Tag (Oscar Fritz Schuh). Bei Kriegsende war der Film in der Musiksynchronisation. Uraufführung 1954.
- Ulli und Marei (Leopold Hainisch). Bei Kriegsende war der Film in der Musiksynchronisation. Fertigstellung durch die Wien-Film GmbH, Uraufführung 1948 in Österreich. In Deutschland kam er erst zwei Jahre später unter dem Titel „Der Berghofbauer“ in die Kinos.
- Verlobte Leute/Das Dementi/Viel-Weiberei (Karl Anton). Bei Kriegsende war der Film in der Musiksynchronisation. Fertigstellung durch die DEFA, Uraufführung 1950.
- Wie ein Dieb in der Nacht (Hans Thimig). Bei Kriegsende war der Film in der Musiksynchronisation. Fertigstellung durch die Wien-Film GmbH, Uraufführung Wien 1949, in Deutschland 1950.
- Wiener Mädeln (Willi Forst). Fertigstellung nach Kriegsende in 2 Versionen: 1. „Sovexport-Fassung“ (Linse-Film AG, Berlin-Köpenick), Uraufführung 1949; 2. „Forst-Fassung“ (Willi Forst), Uraufführung 1950.
- Der Mann, dem man den Namen stahl (Wolfgang Staudte). Der Film wurde von den Nazis noch vor der Uraufführung verboten. Nach dem Krieg war nur mehr die Tonspur und eine kurze Szene (in der der Hauptdarsteller, Axel von Ambesser, ein Lied über Paragraphen singt) vorhanden. Der übrige Film blieb verschollen. Nach der Wende wurde er durch Zufall in mit anderen Titeln beschrifteten Filmrollen wiederentdeckt, und die einzelnen Teile wurden mühsam anhand der Tonspur wieder zusammengesetzt (zwei nicht mehr auffindbare Szenen wurden durch Standbilder ersetzt). Uraufgeführt wurde er im Berliner Zeughauskino im Juli 1996.
- Der Mann im Sattel (Harry Piel) Kurz vor Kriegsende wurden die Dreharbeiten abgeschlossen. Im Jahr 1999 wurde der Film durch das Bundesarchiv Filmarchiv. Uhraufgeführt wurde der Film am 7. Januar 2000 in Berlin

## Unvollendete Filme
Unvollendet blieben die Filme „Badinga, der König der Gorillas“ (Hermann Freyberg, 1934), „Dr. phil. Döderlein“ (Werner Klingler, 1945), „Der Fall Molander“ (G. W. Pabst, 1945), „Frühlingsmelodie“ (Hans Robert Borgfeldt, 1945), „Heidesommer“/„Verliebter Sommer“ (Eugen York, 1945), „Kamerad Hedwig“ (Gerhard Lamprecht, 1945), „Leb wohl, Christina!“/„Umarmt das Leben“ (Gustav Fröhlich, 1945), „Das Leben geht weiter“ (Wolfgang Liebeneiner, 1945), „Legion Condor“ (Karl Ritter, 1939), „Der letzte Appell“ (Max W. Kimmich, 1939), „Leuchtende Schatten“ (Géza von Cziffra, 1945), „Der Puppenspieler“ (Alfred Braun, 1945), „Rätsel der Nacht“ (Johannes Meyer, 1945), „Der rote Tod von Riga“ (Paul Wegener, 1934), „Die Rückkehrer“ (Herbert Goldmann, 1944), „Sag’ die Wahrheit“ (Helmut Weiss, 1945), „Sag’ endlich Ja“ (Helmut Weiss, 1945), „Der Scheiterhaufen“ (Günther Rittau, 1945), „Die Schenke zur ewigen Liebe“ (Alfred Weidenmann, 1945), „Das seltsame Fräulein Sylvia“ (Paul Martin, 1945), „Shiva und die Galgenblume“ (Hans Steinhoff, 1945), „Tierarzt Dr. Vlimmen“ (Boleslaw Barlog, 1945), „Die tolle Susanne“ (Géza von Bolváry, 1945), „Verlobte Leute“/„Das Dementi“ (Karl Anton, 1945), „Wir beide liebten Katharina“ (Arthur Maria Rabenalt, 1945) und „Wo ist Herr Belling?“ (Erich Engel, 1945).
Hans Steinhoffs Film Shiva und die Galgenblume, von dem 1945 nur Fragmente vorlagen, wurde 1994 von Hans Georg Andres und Michaela Krützen unter Verwendung von neu gedrehtem Material zu einem eigenen Film verarbeitet, der mit dem ursprünglichen Drehbuch nur wenig zu tun hat. Die Fragmente aus Steinhoffs Film werden genutzt, um die Situation in Prag 1945 zu schildern. Titel: „Shiva und die Galgenblume: Der letzte Film des Dritten Reiches“.